# Irrédentisme espagnol

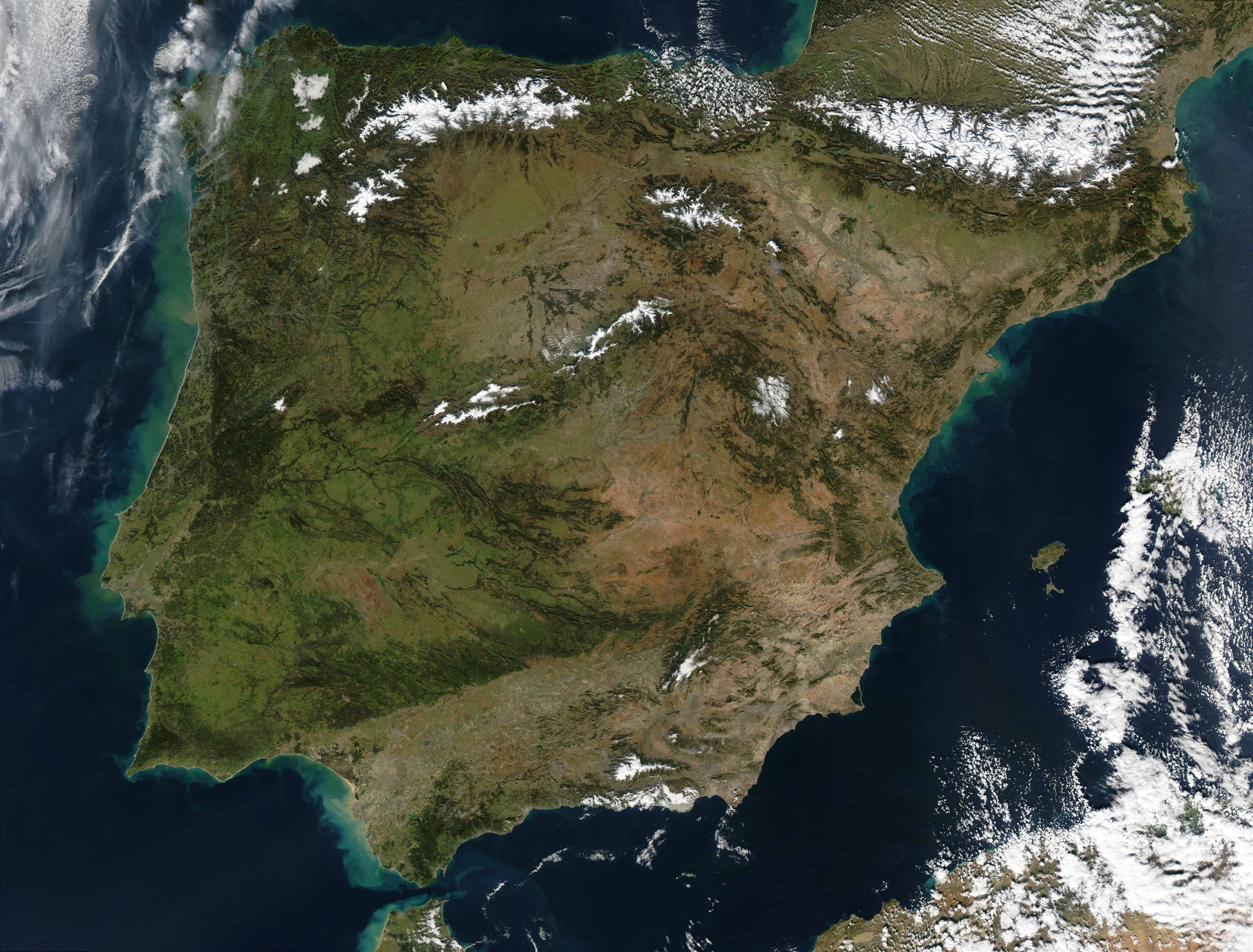
La péninsule ibérique vue de l'espace.

L'irrédentisme espagnol est une conception de l'Espagne incorporant les territoires revendiqués comme étant espagnols tel que Gibraltar et parfois le Portugal ainsi que d'autres territoires.
Il y eut une forte contestation en Espagne à la suite de l'annexion de Gibraltar par la Grande-Bretagne dans le cadre du traité d'Utrecht (1713) ayant mis fin à la guerre de succession d'Espagne.
Une Espagne incluant la totalité de la péninsule Ibérique devint un des principaux sujets du nationalisme espagnol à partir du XIXe siècle dont les partisans idéalisent alors l'époque de l'Hispanie romaine durant laquelle toute la péninsule était unie sous une seule autorité. Le concept d'Espagne en tant qu'entité unitaire et politique a déjà été développé plusieurs siècles auparavant avec la publication de L'histoire de l'Espagne du Père Mariana en 1598 dans laquelle celui-ci défend l'existence d'une identité Hispanique.
Durant la guerre civile espagnole, les Carlistes et les Phalangistes, avant l’unification de ces deux partis en 1937, ont tous deux promus l'incorporation du Portugal à l'Espagne. Les Carlistes affirmaient qu'une Espagne carliste reprendrait Gibraltar et le Portugal. Les Phalangistes, avant et après leur fusion avec les Carlistes, supportaient également le rattachement de Gibraltar et du Portugal à l'Espagne, et produisaient des cartes de l'Espagne incluant le Portugal en tant que province espagnole. À la suite de la victoire des nationalistes dirigés par Francisco Franco, les membres les plus radicaux des Phalangistes ont appelé à l'incorporation du Portugal, mais aussi des Pyrénées françaises à l'Espagne. Dans un communiqué à l'Allemagne daté du 26 mai 1942, Franco a déclaré que le Portugal devrait être annexé par l'Espagne.